# 小行星8397
小行星8397（8397 Chiakitanaka）是一颗绕太阳运转的小行星，为主小行星带小行星。该小行星于1993年12月8日发现。

## 轨道参数
小行星8397的轨道半长轴为2.5839919 UA，离心率为0.176。